# アジアドラマチックTV
アジアドラマチックTV（アジドラ）（アジアドラマチックティービー アジドラ）は、衛星一般放送事業者のソニー・ミュージックソリューションズが運営する韓国、中国大陸、台湾などアジア諸国のテレビドラマやバラエティ番組を放送している専門チャンネルである。スカパー!プレミアムサービス・スカパー!プレミアムサービス光・ケーブルテレビなどで視聴可能である。

## 沿革
- 1998年
  - 4月 - ソニー（ソニー・放送メディア）出資によりデジタルメディアエンタテインメント株式会社設立。
  - 6月 - スカイパーフェクTV!（現・スカパー!プレミアムサービス）で「VaioNet」（Ch.749）放送開始。
- 2000年
  - 7月 - ソニーコミュニケーションネットワーク（SCN）、コンテンツ企画・制作子会社・ソネット・ビィメディア株式会社設立。
  - 10月 - チャンネル名を「So-netチャンネル」に変更。
- 2002年12月 - SCN、電気通信役務利用放送事業者（衛星役務放送）（現・衛星一般放送事業者）登録。
- 2003年
  - 1月 - SCNがソネット・ビィメディアを合併。SCNがデジタルメディアエンタテインメントより当チャンネルの運営を承継。
  - 4月 - チャンネル名を「So-netチャンネル749」に変更。
  - 7月 - 当チャンネル初の韓国ドラマ「真実」放送開始。
- 2006年10月 - チャンネル名を現在の「アジアドラマチックTV★So-net」に変更。
- 2007年4月 - JC-HITSでの配信を開始。
- 2008年11月 - 日本デジタル配信（JDS）でハイビジョンによる配信（チャンネル名は「アジアドラマチックTV★HD」）開始。
- 2009年10月 - スカパー!HDで「アジアドラマチックTV★HD」放送開始。
- 2013年2月1日 - ソネットエンタテインメント（旧・SCN）から分離したソネットメディアエンタテインメントに当チャンネルの運営を移管。
- 2014年5月31日 - スカパー!プレミアムサービスにて標準画質放送（Ch.749）が終了し、ハイビジョン放送に完全移行した。
- 2016年12月1日 - スカパー!プレミアムサービスの衛星一般放送事業者が、スカパー・ブロードキャスティングからスカパー・エンターテイメントに変更。
- 2018年4月1日 - ソニーネットワークコミュニケーションズ（旧・ソネットエンタテインメント → ソネット）は、保有していたソネットメディアエンタテインメントの全株式をソニー・ミュージックエンタテインメントへ譲渡。これに伴い、ソネットメディアエンタテインメントはソラシア・エンタテインメントに改名された[1]。
- 2019年7月1日 - チャンネル名称を「アジアドラマチックTV（アジドラ）」に変更。
- 2019年12月1日 - J:COMでのチャンネル番号がそれまでのCh.765から、前年6月までFOXクラシックが使用していたCh.552へ移動、ジャンル分類が「エンタメ・バラエティ（総合）」から「テレビドラマ」に変更[2]。
- 2020年4月1日、ソラシア・エンタテインメントがソニー・ミュージックソリューションズに吸収合併の方式で統合された[3]。